# Campeonato Mundial de Atletismo de 2017 - 50 km marcha atlética masculina
A competição da marcha atlética masculina 50 km no Campeonato Mundial de Atletismo de 2017 foi realizada nas ruas de Londres no dia 13 de agosto.Yohann Diniz da França levou a medalha de ouro. 

## Recordes
Antes da competição, os recordes eram os seguintes:
| Recorde mundial                               | Yohann Diniz (FRA)      | 3:32:33 | Zurique, Suiça            | 15 de agosto de 2014   |
| Recorde do campeonato                         | Seine-Saint-Denis (POL) | 3:36:03 | Seine-Saint-Denis, França | 27 de agosto de 2003   |
| Recorde do ano                                | Dementiy Cheparev (RUS) | 3:43:05 | Cheboksary, Rússia        | 10 de junho de 2017    |
| Recorde da África                             | Marc Mundell (RSA)      | 3:54:12 | Melbourne, Austrália      | 13 de dezembro de 2015 |
| Recorde da Ásia                               | Yu Chaohong (CHN)       | 3:36:06 | Nanquim, China            | 22 de outubro de 2005  |
| Recorde da América do Norte, Central e Caribe | Erick Barrondo (GUA)    | 3:41:09 | Dudince, Eslováquia       | 23 de março de 2013    |
| Recorde da América do Sul                     | Andrés Chocho (ECU)     | 3:42:57 | Ciudad Juárez, México     | 6 de março de 2016     |
| Recorde da Europa                             | Yohann Diniz (FRA)      | 3:32:33 | Zurique, Suiça            | 15 de agosto de 2014   |
| Recorde da Oceania                            | Nathan Deakes (AUS)     | 3:35:47 | Geelong, Austrália        | 2 de dezembro de 2006  |

Os seguintes recordes foram estabelecidos durante esta competição: 
| Recorde        | Tempo   | Atleta       | Nacionalidade | Data                 |
| -------------- | ------- | ------------ | ------------- | -------------------- |
| Campeonato     | 3:33.12 | Yohann Diniz | FRA           | 13 de agosto de 2017 |
| Recorde do ano | 3:33.12 | Yohann Diniz | FRA           | 13 de agosto de 2017 |

## Medalhistas
| Ouro               | Prata              | Bronze              |
| Yohann Diniz (FRA) | Hirooki Arai (JPN) | Kai Kobayashi (JPN) |

## Tempo de qualificação
| Tempo de qualificação |
| --------------------- |
| 4:06:00               |

## Calendário
| Data                 | Horário | Fase  |
| -------------------- | ------- | ----- |
| 13 de agosto de 2017 | 07:46   | Final |

Todos os horários estão no horário local (UTC+1)

## Resultado final
A final da prova ocorreu dia 13 de agosto às 07:46. 
| Pos.              | Nome                       | Nacionalidade | Tempo   | Notas                 |
| ----------------- | -------------------------- | ------------- | ------- | --------------------- |
| Medalha de ouro   | Yohann Diniz               | França        | 3:33:12 | Recorde do campeonato |
| Medalha de prata  | Hirooki Arai               | Japão         | 3:41:17 | Recorde da temporada  |
| Medalha de bronze | Kai Kobayashi              | Japão         | 3:41:19 | Recorde pessoal       |
| 4                 | Ihor Hlavan                | Ucrânia       | 3:41:42 | Recorde da temporada  |
| 5                 | Satoshi Maruo              | Japão         | 3:43:03 | Recorde pessoal       |
| 6                 | Máté Helebrandt            | Hungria       | 3:43:56 | Recorde nacional      |
| 7                 | Rafał Augustyn             | Polónia       | 3:44:18 | Recorde da temporada  |
| 8                 | Robert Heffernan           | Irlanda       | 3:44:41 | Recorde da temporada  |
| 9                 | Marco De Luca              | Itália        | 3:45:02 | Recorde da temporada  |
| 10                | Carl Dohmann               | Alemanha      | 3:45:21 | Recorde pessoal       |
| 11                | João Vieira                | Portugal      | 3:45:28 | Recorde da temporada  |
| 12                | Quentin Rew                | Nova Zelândia | 3:46:29 | Recorde nacional      |
| 13                | Karl Junghannß             | Alemanha      | 3:47:01 | Recorde pessoal       |
| 14                | Aleksi Ojala               | Finlândia     | 3:47:20 | Recorde da temporada  |
| 15                | Evan Dunfee                | Canadá        | 3:47:36 |                       |
| 16                | Horacio Nava               | México        | 3:47:53 | Recorde da temporada  |
| 17                | José Ignacio Díaz          | Espanha       | 3:48:08 | Recorde pessoal       |
| 18                | Claudio Villanueva         | Equador       | 3:49:27 | Recorde pessoal       |
| 19                | Ivan Banzeruk              | Ucrânia       | 3:49:49 |                       |
| 20                | Jorge Armando Ruiz         | Colômbia      | 3:50:37 | Recorde pessoal       |
| 21                | José Leyver Ojeda          | México        | 3:51:17 |                       |
| 22                | Rafał Fedaczyński          | Polónia       | 3:52:11 |                       |
| 23                | Jarkko Kinnunen            | Finlândia     | 3:55:44 | Recorde da temporada  |
| 24                | Adrian Błocki              | Polónia       | 3:55:49 |                       |
| 25                | Mathieu Bilodeau           | Canadá        | 3:56:54 | Recorde da temporada  |
| 26                | Francisco Arcilla          | Espanha       | 3:57:27 |                       |
| 27                | Marian Zakalnytstyi        | Ucrânia       | 3:57:29 |                       |
| 28                | Anders Hansson             | Suécia        | 3:58:00 | Recorde pessoal       |
| 29                | Park Chil-sung             | Coreia do Sul | 3:59:46 | Recorde da temporada  |
| 30                | Niu Wenbin                 | China         | 4:01:35 |                       |
| 31                | Narcis Ștefan Mihăilă      | Roménia       | 4:02:27 | Recorde pessoal       |
| 32                | Pedro Isidro               | Portugal      | 4:02:30 |                       |
| 33                | Ronald Quispe              | Bolívia       | 4:08.22 | Recorde da temporada  |
| 34                | Michele Antonelli          | Itália        | DNF     |                       |
| 34                | Luis Fernando López        | Colômbia      | DNF     |                       |
| 34                | Dušan Majdán               | Eslováquia    | DNF     |                       |
| 34                | Arturas Mastianica         | Lituânia      | DNF     |                       |
| 34                | Iván Pajuelo               | Espanha       | DNF     |                       |
| 34                | Yu Wei                     | China         | DNF     |                       |
| 35                | Edward Araya               | Chile         | DSQ     | 230.6(a)              |
| 34                | Andrés Chocho              | Equador       | DSQ     | 230.6(a)              |
| 34                | Alejandro Francisco Flórez | Suíça         | DSQ     | 230.6(a)              |
| 34                | Håvard Haukenes            | Noruega       | DSQ     | 230.6(a)              |
| 34                | Dominic King               | Grã-Bretanha  | DSQ     | 230.6(a)              |
| 34                | Aku Partanen               | Finlândia     | DSQ     | 230.6(a)              |
| 34                | Florin Alin Știrbu         | Roménia       | DSQ     | 230.6(a)              |
| 34                | Omar Zepeda                | México        | DSQ     | 230.6(a)              |
| 35                | Brendan Boyce              | Irlanda       | DNS     |                       |

Legenda
| Recorde mundial       | Recorde mundial (World record)               |                       | Recorde africano                      | Recorde africano (African) |                                           | Q | Classificado por posição (Qualified) |
| Recorde do campeonato | Recorde do campeonato (Championship record)  | Recorde da América    | Recorde da América (Americas)         | q                          | Classificado por melhor tempo (Qualified) |   |                                      |
| Melhor marca do ano   | Melhor marca do ano (World leading)          | Recorde asiático      | Recorde asiático (Asian)              | DNS                        | Não largou (Did not start)                |   |                                      |
| Recorde nacional      | Recorde nacional (National record)           | Recorde europeu       | Recorde europeu (European)            | DNF                        | Não terminou (Did not finish)             |   |                                      |
| Recorde pessoal       | Recorde pessoal do atleta (Personal best)    | Recorde da Oceania    | Recorde da Oceania (Oceania)          | DSQ / DQ                   | Desclassificado (Disqualified)            |   |                                      |
| Recorde da temporada  | Recorde da temporada do atleta (Season best) | Recorde sul-americano | Recorde sul-americano (South America) | NM                         | Sem marca (No mark)                       |   |                                      |